# Listrac-de-Durèze
 Listrac-de-Durèze  là một xã thuộc tỉnh Gironde trong vùng Nouvelle-Aquitaine tây nam nước Pháp.